# Gabriola (Schriftart)
Gabriola ist eine von John Hudson für die Microsoft Corporation entworfene Akzidenzschrift, benannt nach der Insel Gabriola in British Columbia, Kanada. Versionen der Gabriola wurden mit Microsoft Windows seit Version 7 und mit einigen Microsoft-Office-Anwendungen seit Version 2010 ausgeliefert.

## Design
Gabriola wurde von der Kalligrafie des niederländischen Künstlers Jan van de Velde I (1568–1623) inspiriert. Sie wurde mit erweiterten OpenType-Funktionen entwickelt und für die ClearType-Darstellung optimiert, um die Leserlichkeit auf Bildschirmen zu verbessern. Hudson fügte eine Reihe von stilistischen Alternativ-Zeichenformen und Schwüngen hinzu, die thematisch nach Stilgruppen in verschiedenen Kalligrafiestilen gruppiert wurden.

Unter angrenzende Buchstaben reichende Schwünge

Zu den leicht erkennbaren Merkmalen gehören:
- Der Schwung des Großbuchstabens Q reicht weit unter den folgenden Buchstaben.
- Die Schwünge der Kleinbuchstaben f und j sowie des Großbuchstabens J  reichen weit unter den vorhergehenden Buchstaben.

Einige Stil-Alternativen der Gabriola